# Киселис, Пётр Юрьевич
Пётр Ю́рьевич Кисе́лис (1 [13] мая 1890, Ковенская губерния — 15 мая 1940, Владивосток, Приморский край) — художник, портретист, педагог, участник Гражданской войны, один из основателей Ассоциации художников революционной России.

## Биография
Литовец, родился в крестьянской семье в деревне Грибани Ново-Александровского уезда (ныне село Панемунис Рокишкского района, Литва). В 1902 году определяется «мальчиком» в Суворовскую фотографию Г. Р. Зива в Петербург для обучения переплётному и ретушёрскому делу. Учился в Училище технического рисования барона Штиглица (1910—1912), Академия художеств (1913—1916). В 1916 году призван в армию. Прикомандирован к штабу верховного главнокомандующего в качестве художника трофейной команды (1917).
В годы Гражданской войны — художник поезда председателя РВС Л. Д. Троцкого (1918—1921). Инспектор Наркомпроса по худож. организациям (1921). Помощник управделами РВС (1922—1924). Состоял в АХРР с 1922 года, член президиума АХРР. Заведовал и преподавал (совместно с И. И. Машковым) на Центральных художественных курсах АХРР (1925—1929). Доцент и декан живописного факультета Вхутеина в Ленинграде (1928—1929). В 1930 году исключён из АХР в ходе «чистки». В 1937 году арестован. В 1940 году умер в лагере.

## Творчество
Исполнил графические произведения: портреты — генерала Л. Г. Корнилова (акварель, 1917), деятелей Октябрьской революции (серия — автолитографии, 1922, совместно с В. Д. Фалилеевым), медика Б. К. Романова (акварель,1922), военачальника С. С. Каменева (акварель, 1923). Выполнил плакаты: «Смерть душителям и угнетателям рабочих и крестьян!» (1919), «Товарищи, все на Урал!» (1919), «Рабочий! крестьянин! Спеши на помощь!…» (1920). Написал этюды и эскизы к картинам «Ленин», «Колонный зал» (1922), «Строители Хоторджурской коммуны» (1929).

## Работы в коллекциях
Государственная Третьяковская галерея, Москва.
Государственный центральный музей современной истории России, Москва.
Национальный музей истории Украины. Киев. Украина.
Музей училища барона Штиглица. Петербург. Россия.